# Ivanić-Grad
 Ivanić-Grad  (régi magyar neve Ivanicsvár) város és község Horvátországban Zágráb megyében. Közigazgatásilag Caginec, Deanovec, Derežani, Donji Šarampov, Graberje Ivaničko, Greda Breška, Jalševec Breški, Lepšić, Lijevi Dubrovčak, Opatinec, Posavski Bregi, Prečno, Prerovec, Prkos Ivanićki, Šemovec Breški, Šumećani, Tarno, Topolje, Trebovec, Zaklepica és  Zelina Breška települések tartoznak hozzá.

## Fekvése
Zágrábtól 40 km-re délkeletre Monoszló (Moslavina) nyugati részén, a zágráb-lipovaci autópálya és a zágráb-vinkovci vasútvonal mellett fekszik.

## Története
A település története a 11. század végén kezdődik, amikor Szent László király ezt a földet az általa 1094-ben alapított zágrábi püspökségnek adta. A püspöki birtokot az első források Dubrava, később „insula Ivanich”, azaz Ivanics sziget néven említik, mely magában foglalta a mai Ivanić Grad, Križ és Kloštar Ivanić községek területét. 1226 körül Kloštar Ivanićon Babonics István püspök felépíttette a Szűz Mária templomot és a bencés kolostort, melyet a tatárok 1242-ben felégettek. Magát a plébániát csak 1334-ben említi először Ivan zágrábi főesperes a zágrábi káptalan statutumában, azonban valószínűleg ez is sokkal korábbi alapítású. Feltételezhetően még a 13. században építtette Babonics a templom mellett az első erősséget is, mely az itt akkor még fából épített püspöki kúriát övezte. A 14. század első felében az Ivanics alatt fekvő mocsaras területen építtette fel Ivanics újabb várát Koboli László püspök, későbbi kalocsai érsek. A várat a korabeli forrás már "castrum novum", azaz új vár néven említi. Az I. Lajos király halála utáni trónharcokban, miután a főurak megölték Garai Miklós nádort, a rabságba vetették Erzsébet és Mária királynékat először ebben a várban őrizték. Innen szállították át őket később Novigrad várába. Ezt követően a püspöki adószedők sanyargatásai elleni felkelésben a lázadó jobbágyok a várkastélyt kifosztották és felgyújtották. A jobbágyok ezután nemcsak megtartották korábbi kiváltságaikat, hanem újabbakat is szereztek. Ekkor kapta a település mezővárosi rangját is.
A püspöki birtokon a mezőgazdaságion kívül főként sertés tenyésztés és szőlőművelés folyt. A földeket nagy számú, kiváltságokat élvező jobbágy művelte. A terület fejlődését elősegítette, hogy itt vezetett át a Száva völgye felől Csázma és Dubrava  felé vezető út. A fejlődést a 16. század első felétől megszaporodó török támadások akasztották meg. A mohácsi csatában elszenvedett vereség után a lakosság nagyrészt elmenekült és a biztonságosabb nyugati vidékekre, illetve a szomszédos nagyobb várak, Csázma és Monoszló alá eső területekre vándorolt. Helyükre katonák érkeztek, a területen pedig katonai közigazgatást vezettek be. A várkastély körül mély árkokat ástak, melyekbe a Lonja folyó vizét vezették, földsáncokat emeltek és palánkkerítést építettek. 
1552-ben Verőce és Csázma eleste után Ivanics szerepe felértékelődött, mivel Zágráb előtt ez volt az utolsó erősség. A régi püspöki vár már gyakori javításra szorult és nem töltötte be védelmi funkcióját. Az építés során a régi püspöki várkastélyt elbontották és új, a helyőrség elhelyezésére is alkalmas kastélyépület emeltek, a falakat pedig négy új bástyával erősítették meg.
Az építkezések 1606-ra fejeződtek be, de időközben a határ keletebbre tolódásával a háborús veszély is alábbhagyott. A lakosság fokozatosan visszatért, de mivel ragaszkodott régi kiváltságaihoz csakhamar lázadás tört ki a püspöki tized megfizetésének elrendelése miatt. Végül I. Lipót 1660-ban újból megerősítette a kiváltságokat és a település újra fejlődésnek indult. A 17. század elején épült meg a város első szakrális épülete a Szent Péter kápolna. Ivanić-Grad szabad, határőrvidéki településsé vált, ennek köszönhetően erőteljesen fejlődhetett a helyi ipar, melynek következtében a település polgárainak száma is meg növekedett. 1750-ben a korábbi laktanyában nyílt meg a település első népiskolája, mely 1797-ig működött itt, amikor Prkos-domb aljában épített új iskolaépületbe költöztették. A vár állapota javítás hiányába folyamatosan romlott, különösen azután , hogy a katonaság 1776-ban elhagyta. 1827-ben mivel a várárkokban tenyésző szúnyogok maláriát terjesztettek a lakosok megkezdték a várárkok feltöltését is, mely majdnem két évtizeden át tartott. A munkálatok következtében az egykor jelentős vár teljesen eltűnt. Egykori kinézetéről csak a korabeli tervrajzokból és metszetekből értesülhetünk.
Az egykori sáncok helyén épült meg a település első díszkertje, mely a korszerű kertépítészet első példája volt ezen a vidéken. 1805-ben megalapították a Szent Péter plébániát is. Az egykori vár befüvesített platóján épült fel 1831-ben az új plébániatemplom, 1861-ben az új iskolaépület és a magisztrátus épülete. 1871-ben Ferenc József megszüntette a varasdi katonai határőrvidéket és a települést Belovár-Kőrös vármegyéhez csatolták. Szabad királyi városi rangot kapott és visszakapta vásártartási jogát. Ennek dátumát június 8-át ma is a város ünnepnapjaként ülik meg. Megalakult Ivanić-Grad község is, melynek megválasztották első vezetőjét. A vasút megépülésével a 19. század végén a város társadalmi és gazdasági élete  újabb lendületet kapott. Ipari központtá vált és a vidék egyik leggazdagabb községe lett. 1877-ben megkezdte működését a városi olvasókör, mely az ország egyik legrégibb ilyen egyesülete. Ebben az időben alakult meg a Posavac énekegyüttes, a kézműves szövetkezet, a sportegyesület és a postaállomás. 1889-ben megalakult a városi tanács, 1892-ben pedig az önkéntes tűzoltóegylet. Ekkor alakult ki Ivanić-Grad régi városmagja is.
1857-ben 1739, 1910-ben 2640 lakosa volt. Trianonig Belovár-Kőrös vármegye Križi járásához tartozott. A 20. század első évtizedében egy cseh származású kertész Viteslav Durchanek a plébániatemplom mellett kialakította a legrégibb városi park a Stjepan Posezi park területét. Az északi és nyugati városrészeken a még szabadon álló területekre a 20. század második felében középületek és lakóépületek épültek, ezzel teljesen beépült a korábbi vár területe.
A településnek 2001-ben 7714 lakosa volt.

## Lakosság
| Lakosság változása | Lakosság változása | Lakosság változása | Lakosság változása | Lakosság változása | Lakosság változása | Lakosság változása | Lakosság változása | Lakosság változása | Lakosság változása | Lakosság változása | Lakosság változása | Lakosság változása | Lakosság változása | Lakosság változása |
| ------------------ | ------------------ | ------------------ | ------------------ | ------------------ | ------------------ | ------------------ | ------------------ | ------------------ | ------------------ | ------------------ | ------------------ | ------------------ | ------------------ | ------------------ |
| 1857               | 1869               | 1880               | 1890               | 1900               | 1910               | 1921               | 1931               | 1948               | 1953               | 1961               | 1971               | 1981               | 1991               | 2001               |
| 1739               | 1829               | 2039               | 2361               | 2519               | 2640               | 2591               | 2600               | 2386               | 2678               | 3364               | 5065               | 6286               | 7104               | 7714               |

## Nevezetességei
- Szent Péter tiszteletére szentelt plébániatemploma[3] 1831-ben épült az egykori vár területén. Elődje a Kapisztrán Szent János templom 1387-ben épült és a település is róla kapta a nevét. Ez egy kis méretű, fából épített templom volt és ahogy a város növekedett kicsi lett a hívősereg számára, ezért a Rubetić család egy házat adományozott az egyháznak templom céljára. A mai plébániatemplom a Stjepan Posezi parkban áll, melyet a 20. század elején alakítottak ki az épület körül. Építésének kezdeményezője a város harmadik plébánosa Ivan Bartolić volt. A templom késő barokk stílusban épült klasszicista elemekkel. Főhomlokzata klasszicista stílusú, hármas tagolású. Középen a bejárat, két oldalt a fülkékben Szent Péter és Pál apostolok szobrai láthatók. Belül csehsüveg  boltozatú, íves tagolású. Orgonáját 1866-ban a csehországi Anton Mölzer építette, 1991-ben korszerűsítették és elektronikával látták el. A templom első megújítása 1908-ban kezdődött, melynek során a falakat és a berendezést Leonardo Marotti olasz festőművész festette ki. A munkálatok nagy részének mecénása az ivanići születésű Juraj Posilović zágrábi püspök volt. A belső festést 1981 és 1991 között restaurálták.
- A temetőben álló Szent Jakab kápolnát[4] már 1770-ben említik. A mai kápolna 1858-ban épült, 1914-ben és 2004-ben megújították. Az épület egyhajós, félköríves záródású szentéllyel. Harangtornya a főbejárat felett az északnyugati oldalon áll. Értékes műemlékei a barokk főoltár és a mellékoltárok a 17. és 18. században készültek, valamint egy 1648-ból származó domborműves sírkőlap, mely az oldalfalba van befalazva.
- A városháza épülete[5] az egykori vár platóján a plébániatemplom mellett áll. 1871 és 1889 között építették historizáló stílusban. A bejárat felett a város címere látható az 1889-es évszámmal, tőle balra az ivanić-gradi születésű Đuro Stjepan Deželić író, publicista, a horvát tűzoltóság megalapítójának emléktáblája található.
- Védett épület a Kundekova utca 4. szám alatti Kundek-ház.[6] A klasszicista jellegzetességekkel rendelkező egyemeletes lakóépület a 19. században épült két ütemben. A hosszúkás téglalap alaprajzú épület régebbi részét 1865 előtt építették, az oldalszárnyat pedig a század végén építették hozzá. Đuro Kundek polgármester házaként ismert. Ez a város egyik legrégebbi fennmaradt épülete, mely méreteivel és reprezentatív jellegével kiemelkedik a város épületei közül.
- Ivanics középkori várának nem maradt felszíni nyoma.